# معماری زیست‌فنی
معماری بیونیک (به انگلیسی: Bionic architecture) جنبشی در طراحی و ساخت ساختمانهای بروزگرا است که طرح و خطوط آن از شکل‌های طبیعی (مثلاً بیولوژیکی) اقتباس شده‌است. در واقع معماری بیونیک، رویکردی است که برای خلاقیت و نوآوری در طراحی‌های معماری از طبیعت الهام می‌گیرد و مسائل فنی معماری را از طریق الگوگیری از طبیعت حل می‌کند.
این جنبش در اوایل قرن ۲۱ میلادی شروع به بلوغ کرد، و بنابراین در طراحی‌های اولیه، پژوهش‌ها بر عمل‌گراپذیری تأکید داشت. یکی از وظیفه‌هایی که توسط پیشگامان اولیه این جنبش بنا نهاده شد، توسعه توجیه‌های زیبایی‌شناسانه و اقتصادی بر رویکرد خود به معماری بود.

## خصوصیات معماری طبیعت الگو
روح بخشیدن به ساختمان یکی از تمایلات معماری بیونیک است که طراحان این رشته با توجه به قدرت سازه برای تنفس (زنده‌نمایی)، به کمک خطوط مستقیم یا منحنی خالص و القاء آهستهٔ تمامیت سازه به آن دست پیدا می‌کنند و مهم‌ترین چیز برای معماری بیونیک آن است که ساختمان بتواند زنده بودن خود را القاء کند.
جان راسکین، شاعر، فیلسوف، منتقد هنری و نویسندهٔ انگلیسی و نویسندهٔ کتاب معروف «هفت مشعل معماری»، در این باره گفته‌است:
- «هیچ‌گاه از هیچ چیز تقلید مکن، مگر فرم‌های طبیعی».[۲]

## معماری بیوتک
پس از جنگ جهانی دوم و آغاز دههٔ شصت قرن بیستم، تبادل علمی بین گرایش‌های علوم طبیعی و فنی رونق گرفت.
در جریان همایشی در اوهایو، که نیروی هوایی آمریکا در سال ۱۹۶۰ برگزار کرد، برای اولین بار واژه ایی به نام «بیونیک» از ترکیب دو لغت «بیولوژی» و «تکنیک»، به معنای زیستار شناختی یا به‌کارگیری اندام‌های ساختگی طبیعت که می‌توانیم به فارسی «زیست فنی» ترجمه کنیم، توسط دانشمند آمریکایی [./https://en.wikipedia.org/wiki/Jack%20E.%20Steele جک.ای. استیل] بیان شد. او بیونیک را علم سیستم‌هایی که شالوده و پایهٔ تمامی سیستم‌های زنده‌اند، می‌داند. این واژه در برگیرندهٔ کار همه متخصصانی است که تلاش دارند برای حل مشکلات فنی خود از دانسته‌های طبیعت الهام بگیرند.
در ابتدا بیونیک به بررسی ماشین‌هایی که براساس سیستم‌های زنده طراحی و ساخته شده بودند می‌پرداخت و هم‌اکنون بیونیک از هر جهت هنر به‌کارگیری دانش سیستم‌های زنده در حل مسائل فنی است.
در بیونیک، تحقیق فقط به یک رشتهٔ خاص علمی محدود نمی‌شود، اگر چه خود بیونیک هنوز به عنوان یک علم نوپاست، امّا فعالیت بیونیک دانان را می‌توان در حوزهٔ «علوم کاربردی» مطرح کرد که همچون رابطی پدیده‌های گوناگون را با الگوهای زنده مقایسه می‌کنند، به عبارتی دیگر برای هر پدیده، الگوی زنده‌ای می‌یابند.
علوم کاربردی شاخه‌هایی از علوم هستند که رشد و تکامل آن‌ها در مرحله‌ای مانند طراحی، ساخت، ایجاد و تغییر باشد و این قسمت به بخش مهندسی اختصاص دارد، از آنجایی که مهندس نقش اصلی و اساسی در توسعهٔ تکنولوژی دارد، فعالیت این بخش باید با تأمل و دقت نظر، به گونه‌ای که همگام با طبیعت باشد، هدایت شود، بنابراین به جاست اگر بگوییم که همهٔ راه‌ها به طبیعت ختم می‌شود.
یکی از بهترین طرح‌های شناخته شده از علم بیونیک اثر لئوناردو داوینچی نقاش معروف است که ماشین پرنده را براساس ساختمان بدن یک خفاش طراحی کرد. استدلال او این بود که خفاش دارای بال کاملاً پوشیده‌ای است که هوا را از خود عبور نمی‌دهد و دارای پوستی پرده مانند است که آن را تقویت می‌کند.
حدود ۴۰۰ سال بعد از طرح داوینچی، ماشین پرنده توسط کلمنت آدر با الهام از خفاش ساخته شد و در سال ۱۸۹۰ تا ارتفاع ۱۵ متری پرواز کرد.
جانداران می‌پردازد و مسائل فنی را از راه‌های زیستی حل می‌کند.
معماری بیونیک یا علم بررسی نظام حیات جانداران، امروزه به عنوان یکی از سه علم برتر جهان (IT, Nano, Bionic) معرفی گردیده‌است. روح بخشیدن به ساختمان یکی از تمایلات معماری بیونیک است که طراحان این رشته با توجه به قدرت سازه برای تنفس (زنده‌نمایی)، به کمک خطوط مستقیم یا منحنی خالص و القاء آهستهٔ تمامیت سازه به آن دست پیدا می‌کنند و مهم‌ترین چیز برای معماری بیونیک آن است که ساختمان بتواند زنده بودن خود را القاء کند. این یک باور متعالیست که با زنده بودن محیط زیست، هماهنگی کامل با طبیعت ایجاد می‌شود. شاید یک طریقهٔ معتبر و قوی برای آیندگان، ترویج روش اصلاح طلبی و توجه به واقعیت‌ها از طریق «معماری بیونیک» باشد، به‌طور کلی معماری بیونیک مبارزه‌ای است با خشنودی از خود و تمایلی است به باز ساز ی همه چیز، بنابراین انگیزه ایست منحصر بفرد.

## روند طراحی
یکی از روندهای طراحی بر اساس طبیعت و الگوهای زیست شناختی (Bio design) به صورت زیر می‌باشد:
۱- انتخاب موجود زنده (پدیده مور نظر در طبیعت)
- جانوران
- گیاهان
- آغازیان، تک سلولی‌ها

۲- شناسایی خصوصیات زیستی
- محیط زندگی: شرایط محیط، دما، رطوبت، فشار و صوت
- عکس‌العمل‌ها: منابع حیاتی، سیستم‌های تنفسی، مواد غذایی
- خصوصیات فیزیکی: شرایط همزیستی، سازگاری و ناسازگاری مستقیم و غیر مستقیم
- روابط سیستماتیک: آمار تجمعی و پراکندگی زیستی، شرایط خاص جغرافیایی

۳- شناسایی خصوصیات معماری
- ساختارهای داخلی
- روابط سیستماتیک
- پیکره اصلی موجود: عناصر میکرو و تناسبات هندسی، عناصر ماکرو، مواد و نسبت‌ها

## معماران بنام
- گرگ لین
- Bates Smart
- نیکولاس گریم
- سانتیاگو کالاتراوا
- Ken Yeang
- دانیال لیبسکند
- یان کاپلیتسکی

## نمونه‌ها
برخی از آثاری که بر مبنای معماری طبیعت الگو ساخته شده‌اند:
- مرکز تجاری بیرمنگام(selfriges)
- مرکز تحقیقات لند
- استادیوم المپیک مونیخ
- برج پیچنده
- شهرک علوم و فنون (city of arts & sciences)
- برج کاکتوس
- ساختمان ضد دود

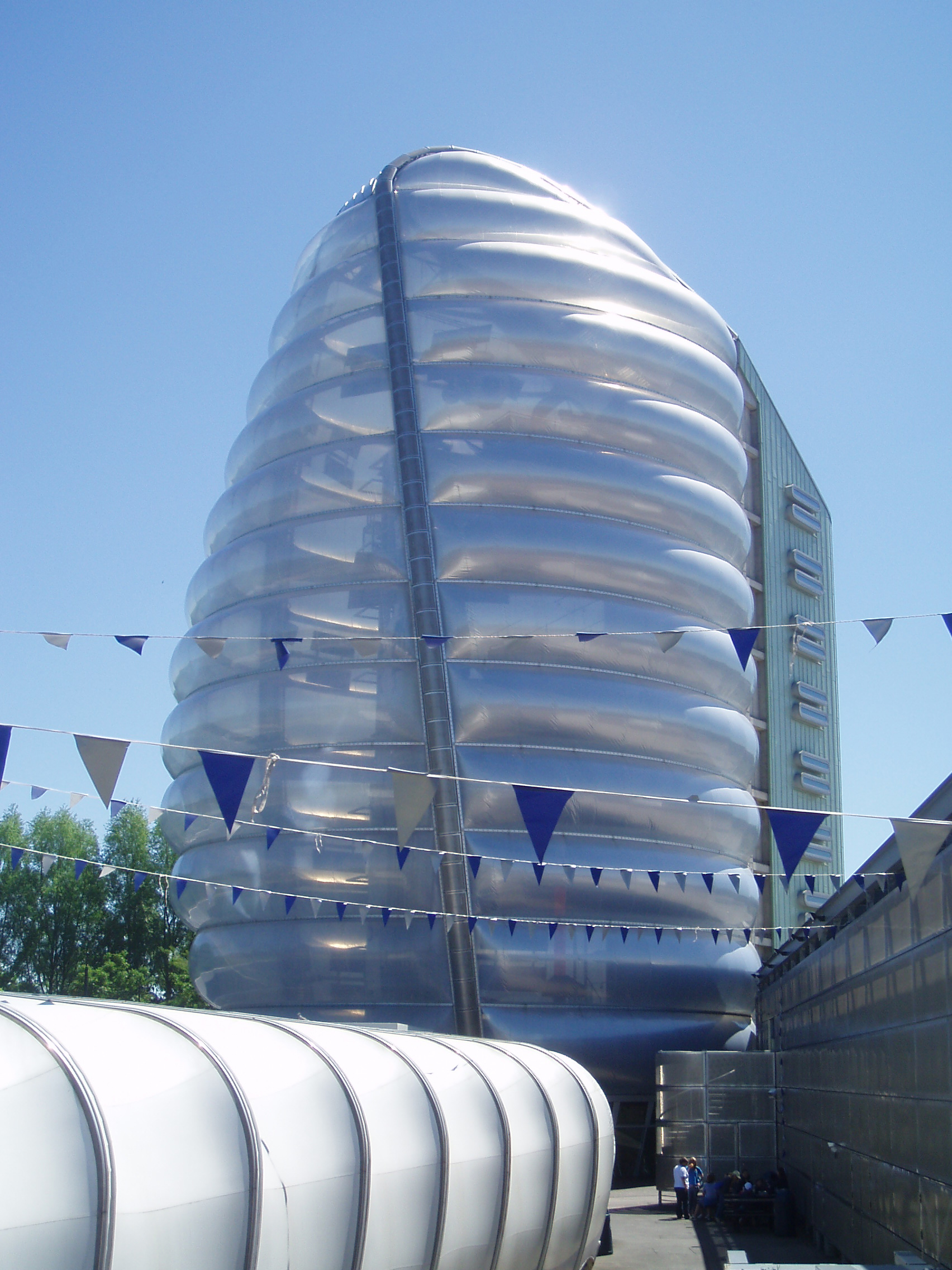
مرکز ملی هوائی لستر در لستر توسط نیکولاس گریم
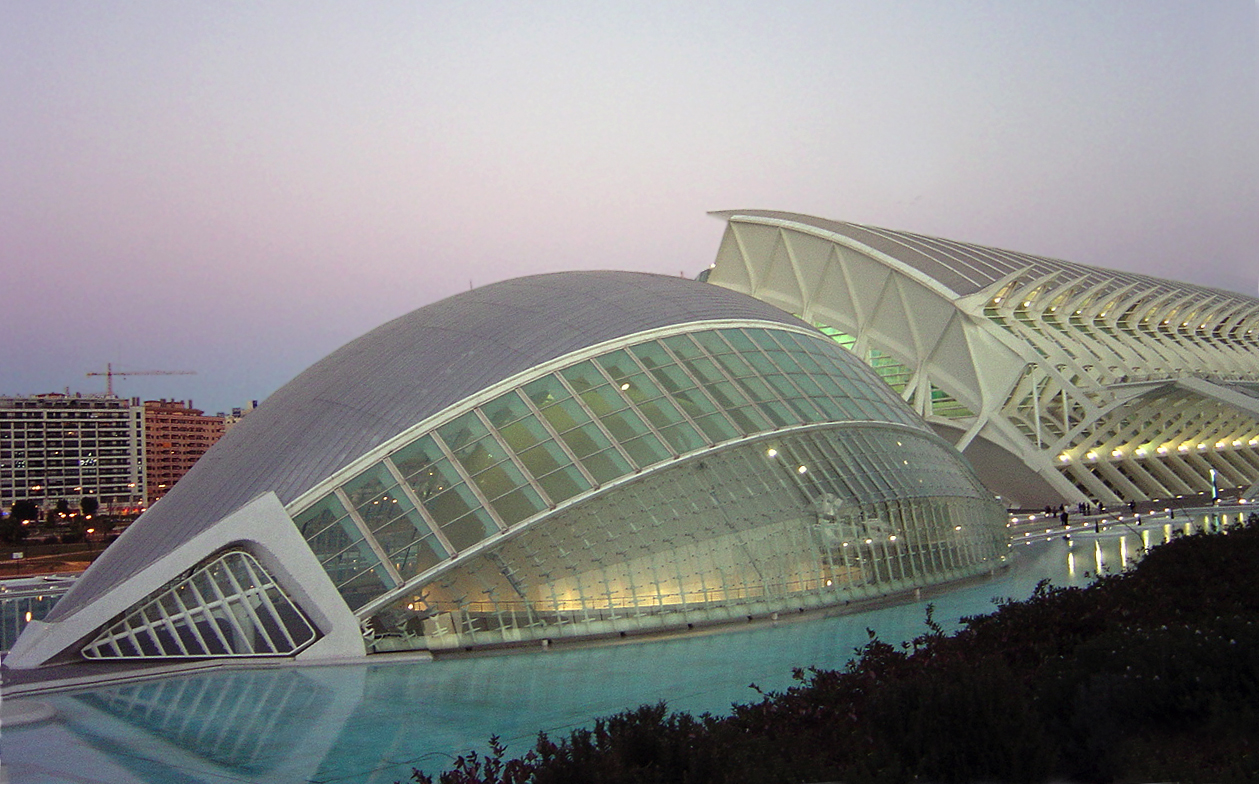
شهر هنرها و علوم، والنسیا (معمار سانتیاگو کالاتراوا)
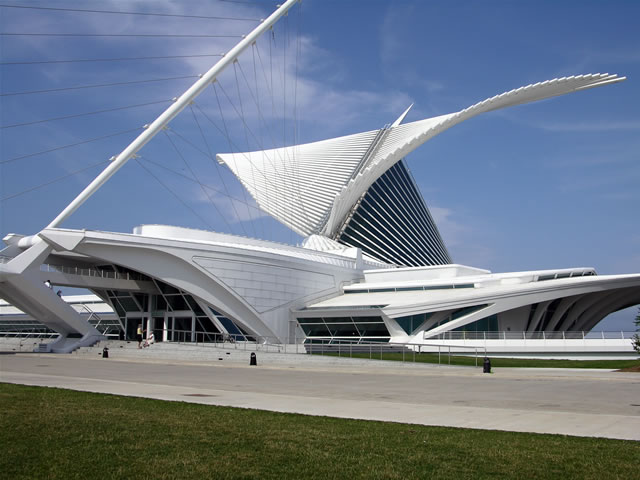
موزه هنر میلواکی (معمار سانتیاگو کالاتراوا)

## رده‌ها
- خلاقیت نوآوری‌شناسی
- خلاقیت نوآوری‌شناسی طبیعت الگو